# Aulus Platorius Nepos
Aulus Platorius Nepos (Aponius Italicus Manilianus Caius Licinius Pollio) est un sénateur romain du IIe siècle, proche d'Hadrien, consul suffect en 119 et gouverneur impérial de Bretagne entre 122 et 124/127.

## Biographie
Il est très probablement d'une famille installée en Bétique, mais certains auteurs la donnent en Italie du Nord. Cette dernière hypothèse est liée au fait qu'il est patron de la ville d'Aquilée. Sa famille n'est pas indigène mais est originaire d'Illyrie.
À sa naissance, il porte vraisemblablement le nom de Caius Licinius Pollio, et doit être adopté par un certain Aulus Platorius Nepos Aponius Italicus Manilianus. Cette adoption est peut-être à dater de la deuxième partie du règne de Trajan, d'entre 108/109 et 115/117.
La carrière sénatoriale commence par une fonction au sein du vigintivirat. Il est triumvir capitalis, « un des trois chargé d’assister les magistrats judiciaires ». Il est questeur candidat de l'empereur Trajan et exerce son mandat dans la province de Macédoine puis il devient tribun de la plèbe, préteur et est curateur de la voie Cassiae Clodiae Ciminiae Novae Traianae vers 113
Sa carrière militaire comprend un tribunat militaire dans la legio XXII Primigenia en Germanie inférieure et une légation de la legio I Adiutrix en Dacie romaine pendant ou après la deuxième guerre dacique. Il est aussi à un moment gouverneur (légat proprétorien) de Thrace.
Il est un des proches d'Hadrien avant son avènement,, et un de ses soutiens sous Trajan. En 119, il devient consul suffect, aux côtés de son ami et nouvel empereur. Il est augure.
Il est nommé gouverneur (légat d'Auguste propréteur) de la province de Germanie inférieure vers 119/122 puis devient gouverneur (légat d'Auguste propréteur) de Bretagne entre 122 et 124/127. Il y remplace Quintus Pompeius Falco en juillet 122. Il reçoit ce mandat juste après le voyage d'Hadrien en cette province et après les troubles auxquels a dû faire face son prédécesseur, et l’empereur le charge de l'organisation du système défensif et de la construction du mur d'Hadrien.
Il tombe ensuite en disgrâce, peut-être dès le milieu du règne d'Hadrien et il est peut-être un de ceux qui sont éliminés dans la purge de fin de règne,.